# 卒業アルバム
卒業アルバム（そつぎょうアルバム）は、学校の卒業生に対し、卒業後に在学時の思い出を振り返ってもらうことを目的に編集され、卒業時に各卒業生に配布されるアルバム。小学校から大学、また専修学校に共通して作られている。特異な所では学童保育の「卒所アルバム」、警察官の学ぶ警察学校や消防官の学ぶ消防学校、自衛官の学ぶ教育隊、術科学校などといった職業関係の卒業アルバムも広く存在する。幼稚園・保育園では、『卒園アルバム（そつえんアルバム）』と呼ばれる。
学校においても、児童・生徒の在籍の事実を証明するための資料として学籍簿とともに保管されるが、アルバムの性格上、個人の顔写真や情報等プライバシーに関する事項も多く載せられることから、保管は特定（校長及び教頭）の職員しか立入りできない部屋に金庫や耐火ロッカーを設け、その中で保管されている場合が多い。

## おもな編集構成
共通してみられる特徴を示す
- 教職員の紹介、顔写真　※在校年度における離任者の集合写真を掲載する所もある。
- 卒業（卒園）生徒の顔写真
- クラブ、委員会の集合写真
- 修学旅行や文化祭、運動会等の学校行事の光景
- 校舎や体育館等の空中写真
- 今年（卒業する年）・入学入園当時のニュース
- 教職員、卒業生（卒園生）の卒業時点における連絡先（最近はプライバシーの問題もあり、掲載されない場合が多い）

## 問題点
- 卒業生を対象にしたアルバムという特性上、途中で転出・退学した児童・生徒は配布対象とならないため、入手できない場合が多い。
- 個人情報の流出元となることも多く、悪質な宗教勧誘や特殊詐欺などに悪用される例がある。また、良くも悪くも有名になってしまった場合（スポーツ選手や、重大事件の被疑者・被告人[1]・犯人・死刑囚等）にも、卒業アルバムから過去の人物像が報じられる場合がある。こうした情報は、大抵配布された卒業生が流出元となっている[要出典]。一部の学校では住所や電話番号といった重要個人情報掲載可否の生徒学生本人による任意選択、更には全員揃って不掲載といった措置を講じている場合もある。これらの措置から同窓会招集や年賀状の宛名書きなどが年々困難になるなど「副作用」も生じている。
- 卒業アルバムの制作費は高額で、例えば60人分のアルバムを作成した場合、1人当たり2万円 - 2万5千円程度かかる[2][注釈 1]。しかし、株式会社NEWSYが2014年（平成26年）に20代から60代の男女計1,500人を対象に行った調査によると、男性は60代以外、女性は20代と30代が10人に1人以上が小中高何れかの卒業アルバムを「捨てたことがある」と答えた。男女共に、廃棄経験者の割合は20代が最多（女性は30代と同率）、60代が最少と増加傾向にある[3]。また、株式会社マイナビが2012年（平成24年）にマイナビニュース会員1,000人を対象に行った調査でも、10.4%にあたる104人が卒業アルバム等の「思い出の品」を「残していない」と答えた[4]。

## 海外
- アメリカの学校ではYearbook(イヤーブック、年鑑)と呼ばれる日本の卒業アルバムに類似した物が制作される。ただし、卒業生に限定した物でなく、全校生徒のための物である。